# قرد دو لوا

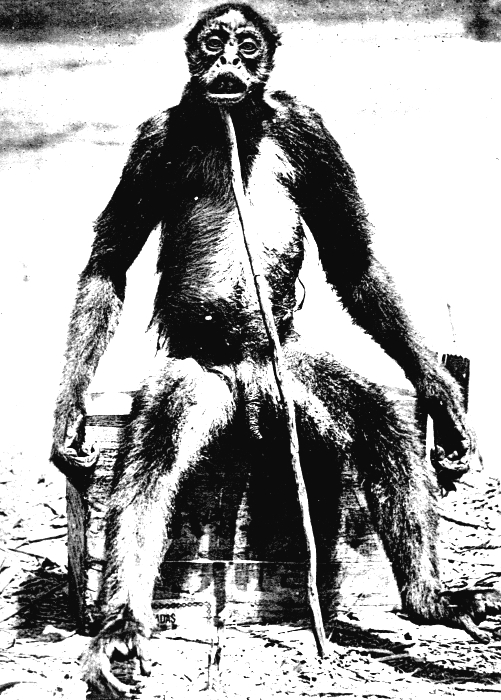
صورة لجثة القرد من عام 1920

قرد دو لوا هو قرد رئيسي مزعوم تكلم عنه المستكشف الجيولوجي السويسري فرانسوا دو لوا في أمريكا الجنوبية، وتم منحه أسماء علمية مقترحة مثل Ameranthropoides loysi وAteles loysi. الدليل الوحيد على وجود هذا الحيوان (إلى جانب شهادة دو لوا) هو صورة واحدة فقط. وروّج له الباحث جورج مونتاندون كفصيلة من القرود لم تكن معروفة سابقا، ولكنه يعتبر الآن إما تعريفا خاطئا لأحد أنواع القرد العنكبوت أو أنه خدعة.

## اللقاء

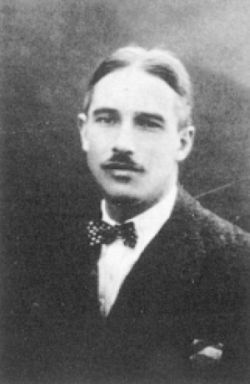
فرانسوا دو لوا

فرانسوا دو لوا هو جيولوجي نفط سويسري، وقاد بعثة بين عامي 1917-1920 للبحث عن البترول في المنطقة الواقعة على طول الحدود بين كولومبيا وفنزويلا، وبالتحديد قرب بحيرة ماراكايبو. باءت الحملة بالفشل، وأكثر من هذا فقد عانى أفراد البعثة بسبب الأمراض والمناوشات مع القبائل المحلية؛ ومن بين العشرين فردا في فريق دو لوا، فلم ينجو منهم إلا أربعة فقط.
ووفقا للتقرير الذي أورده دو لوا في وقت لاحق، فقد كان يخيم بالقرب من نهر تارا في عام 1920، ورأى مخلوقين كبيرين يقتربان من المجموعة. اعتقد دو لوا في البداية أنهما دبان، ولكنه لاحظ بعد ذلك أنهما كانا أشبه بالقردة، إذ كانا يتمسكان بالشجيرات والفروع. ذكر دو لوا أن القردين (أحدهما ذكر والآخر أنثى) بديا غاضبين، وبدآ بالعويل والقفز، ثم تغوّطا في أيديهم وقاما برمي البراز على أفراد البعثة. خاف الرجال على سلامتهم، فأطلقوا النار على الأنثى وقتلوها، أما الذكر فقد هرب. رأى دو لوا ورفاقه أنهم قد واجهوا شيئا غير عادي. كان هذا الحيوان يشبه القرد العنكبوت، ولكنه كان أكبر من ذلك بكثير: كان طوله 1.57 مترا (بالمقارنة مع أكبر قرود العنكبوت، التي قد يربو طولها على المتر). كما عدّ دو لوا 32 سنا في فمه (معظم القرود العالم الجديد لديها 36 سنا)، وأشار إلى أن هذا المخلوق ليس لديه ذيل.
قاموا بوضع القرد الميت في وضعية الجلوس على صندوق ودعموا جثته بعصا تحت الذقن. التقط الفريق صورة واحدة له، وذكر دو لوا أنهم سلخوا المخلوق، بهدف الاحتفاظ بجلده وجمجمته. ولكن فريق البعثة المضطرب تخلى عن هذين الشيئين لاحقا.
ووفقا لتقارير أخرى، فقط التقط الفريق المزيد من الصور ولكنه فقدها إما في فيضان أو أثناء انقلاب قارب العلماء.

## النشر
عاد دو لوا إلى أوروبا، ولكنه احتفظ قصة القرد المجهول لنفسه حتى عام 1929. في تلك السنة، طلب منه صديقه عالم الانثروبولوجيا جورج مونتاندون وأن يبحث في ملفاته وأبحاثه، عله يحصل على معلومات حول القبائل الأصلية في أمريكا الجنوبية. اكتشف مونتاندون الصورة ورأى أنها مهمة للغاية. وفي النهاية أرسل دو لوا شهادته عن الحادثة في جريدة أخبار لندن المصورة عدد 15 يونيو 1929، ونشرت ثلاث مقالات علمية فيما يتعلق بالمخلوق في المجلات الفرنسية. اقترح مونتاندون اسما علميا للمخلوق هو Ameranthropoides loysi أو إنسان لوا الأمريكي.

## الجدل

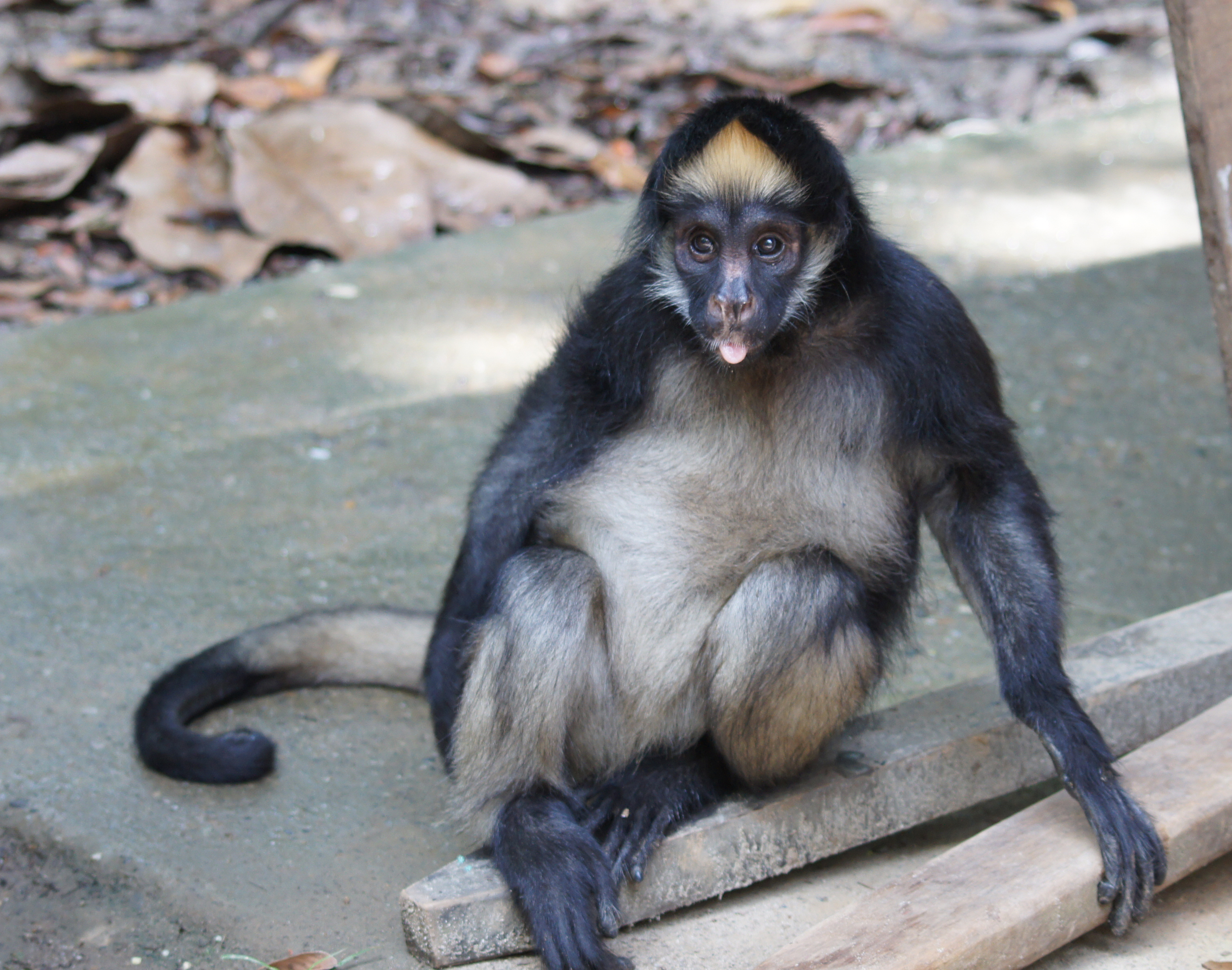
سعدان عنكبوتي طويل الشعر (Ateles belzebuth)

بعد هذه الدعاية، اعتبر العديد من النقاد رواية دو لوا «غير موثوقة»، ولا سيما السير آرثر كيث، وهو أحد أبرز علماء الانثروبولوجيا. اقترح كيث أن دو لوا حاول أن يجعل من قرد عنكبوت عادي شيئا أكثر غرابة. لا تبين الصورة بوضوح حجم المخلوق، وأشار كيث أيضا أنه لم يتم تصوير ظهر المخلوق، وبهذا فقد ترك دو لوا الباب مفتوحا أمام مسألة ما إذا كان للمخلوق ذيل أم لا. اقترح كيث أن الحيوان في الصورة هو قرد عنكبوت، ربما كان من فصيلة القرد العنكبوت الأسود (Ateles paniscus)، وتم التلاعب بها لتبدو مختلفة. واقترح كيث من نفسه اسما علميا Ateles loysi أو قرد لوا العنكبوتي.
اتفق معظم الكتاب اللاحقين على أن المخلوق في الصورة هو قرد عنكبوت. اختلف آخرون مع كيث حول الفصيلة، مثل باحث الحيوانات الخفية إيفان ساندرسون، الذي أشار إلى أن القرد العنكبوت أبيض البطن (Ateles belzebuth) يماثل القرد في الصورة أكثر في المظهر والشكل. وكما أشار ساندرسون أيضا فلم تسجل مشاهدات لأي قرود ضخمة في المنطقة التي زارها دو لوا وزعم أنه واجه القرد فيها. واعتبر أن تحديد هذا القرد بأنه كائن غير معروف «هو خدعة صريحة، بل وخدعة بغيضة أيضا، كونها تتعمد الاحتيال».
كما يدعم باحثون آخرون، مثل علماء الحيوانات الخفية لورين كولمان وميشال رينال، النظرية القائلة بأن المخلوق هو خدعة مبنية على صورة لقرد عنكبوت، ولكنهم جادلوا أيضا بأن مونتاندون كان هو الجاني في هذه الخدعة. ورأوا أن مونتاندون استخدم قرد دو لوا ليدعم وجهة نظره بأن الأجناس البشرية قد تطورت بشكل مستقل من القرود المختلفة الموجودة في مناطقهم. وكان قد ذكر في وقت سابق ان العرق الأبيض قد تطور من الأنواع المبكرة من الإنسان العاقل، بينما تطور الأفارقة من الغوريلا وتطور الآسيويون من إنسان الغاب؛ واقترح أن قرد دو لوا هو «الحلقة المفقودة» بين أسلاف الشعوب الأصلية في الأمريكتين.
ظهرت أبحاث أخرى عن الصورة منذ ذلك الحين، وذلك على مدونة كولمان، إذ أشار إلى جذع شجرة موز تظهر على الجانب الأيمن من الصورة الكاملة. الموز ليس نباتا أصليا في أمريكا الجنوبية، ما يجعل وقوعها في غابة نائية أمرا غير قابل للتصديق، وبهذا يحتمل أن الصورة لم يتم التقاطها على الموقع المشار إليه. هذه الحجة (مع اكتشافات أخرى) تشير بقوة إلى احتمال وجود خدعة، وأغلبها يعود إلى أبحاث باللغة الاسبانية من قبل العالمين الفنزويليين برناردو أورباني وأنخيل فيلوريا، ولم تكن معروفة أساسا لباحثي علم الحيوانات الخفية قبل صيف عام 2007. وفي عام 2009، قام أورباني وفيلوريا بترجمة ونشر اكتشافاتهم باللغة الإنجليزية.
هناك من يعتقد أن دو لوا واجه فصيلة غير معروفة، يقترح البعض منهم أنه من الفصائل الباقية من Protopithecus brasiliensis، وهو قرد عنكبوت ضخم من عصر البليستوسين، أو يمكن توصيله بأسطورة «مونو غراندي» التي ذكرت في المنطقة في وقت لاحق في القرن العشرين.

## قراءات أخرى
- Jerome Clark, Unexplained! 347 Strange Sightings, Incredible Occurrences, and Puzzling Physical Phenomena (Visible Ink Press, 1993).
- Eberhart، George M. (2002). "de+loys+ape"&hl=en&sa=X&ei=7DalUp3iMsKSkQfhoIHYBA&ved=0CC0Q6AEwAA#v=onepage&q="de%20loys%20ape"&f=false Mysterious Creatures: A Guide to Cryptozoology. ABC-CLIO. ISBN:1576072835. اطلع عليه بتاريخ 2013-12-08.
- Bernard Heuvelmans, On The Track Of Unknown Animals (Hill and Wang, 1958).
- Michael Shoemaker, "The Mystery of Mono Grande", Strange Magazine, April 1991.
- Karl P.N. Shuker, Extraordinary Animals Revisited (CFZ Press, 2007).
- Bernardo Urbani and Angel L. Viloria, Ameranthropoides loysi Montandon 1929: the History of a Primatological Fraud / Ameranthropoides Loysi Montandon 1929: la historia de un fraude primatologico (Libros en Red, 2009).

## وصلات خارجية
- De Loys' Ape and What to Do With it @ Scientificamerican.com
- Skeptoid #302: De Loys' Ape at برايان دونينغ
- http://imgur.com/Elwd6VH